# Wilhelm Meinhold (Pfarrer, 1797)

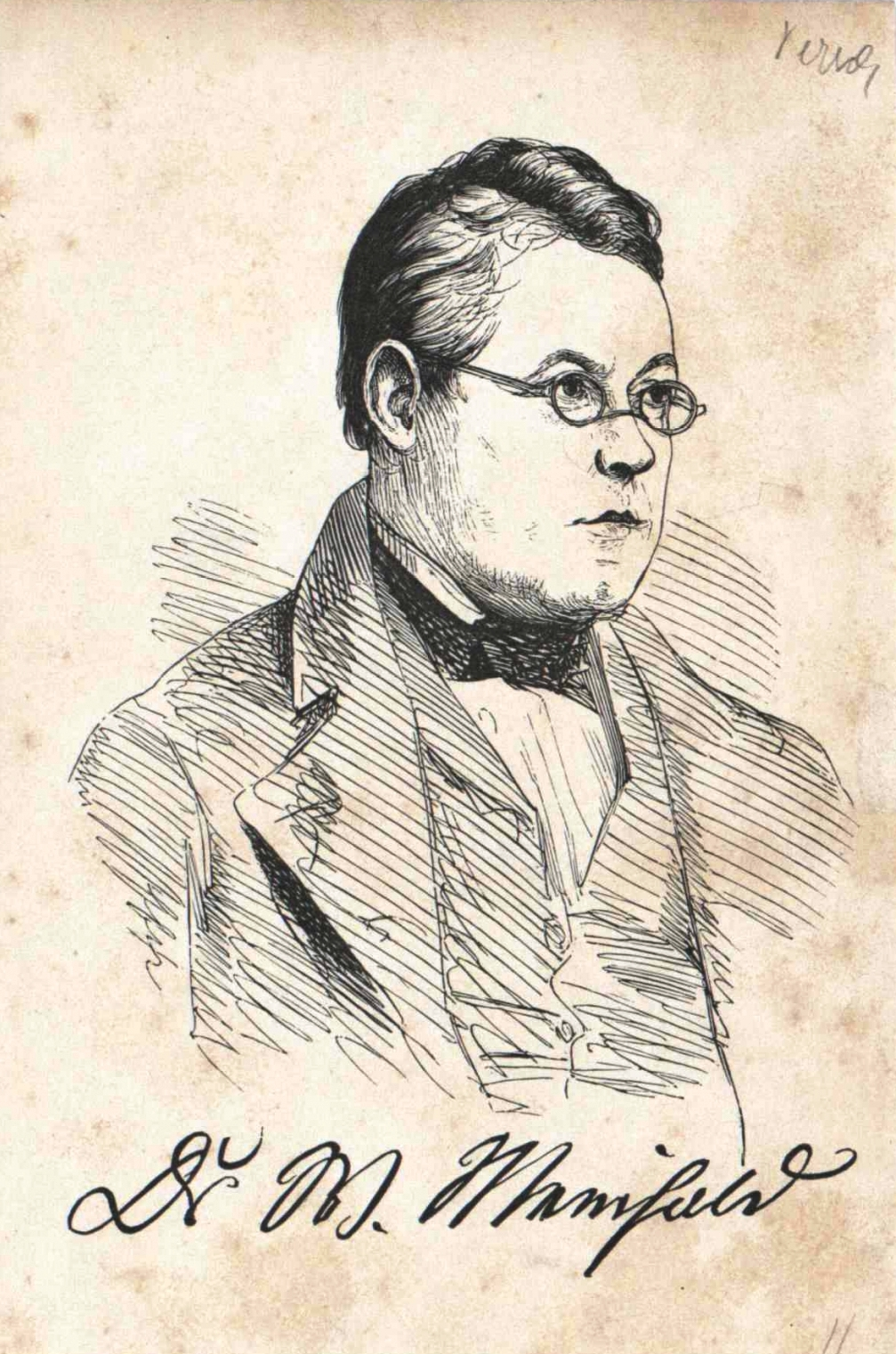
Wilhelm Meinhold (1846)

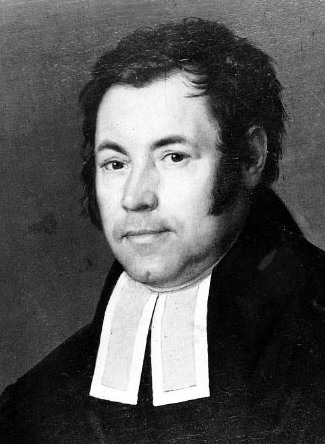
Wilhelm Meinhold

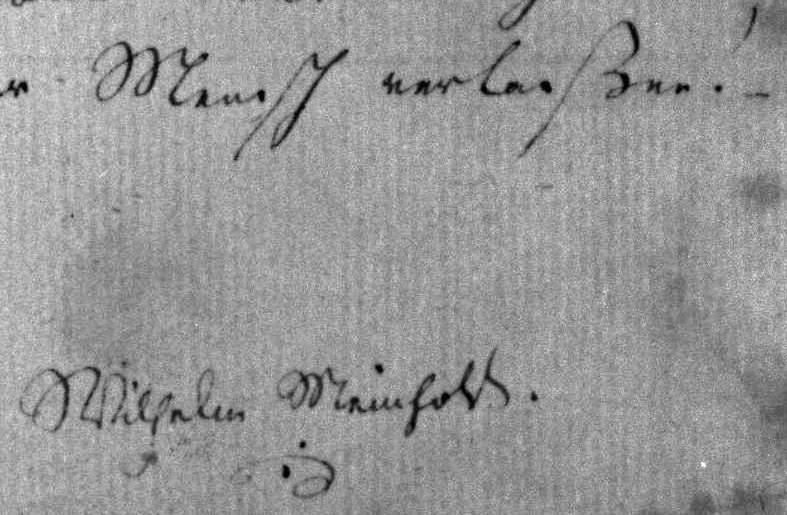
Autogramm W. Meinholds von einem Briefausschnitt

Johannes Wilhelm Meinhold (* 27. Februar 1797 in Netzelkow auf Usedom; † 30. November 1851 in Charlottenburg) war ein deutscher Schriftsteller, Doktor der Theologie und Pfarrer. Als sein wichtigstes Werk gilt der 1843 veröffentlichte Roman Maria Schweidler, die Bernsteinhexe.

## Leben
Als Sohn des evangelisch-lutherischen Pfarrers von Netzelkow Georg Wilhelm Meinhold (1767–1828) und dessen erster Ehefrau Anna Elisabeth Lenger (1762–1805) erhielt er von seinem Vater zu Hause Unterricht auch in den klassischen Sprachen. Von 1813 bis 1815 studierte er Theologie, Philologie und Philosophie im zu dieser Zeit noch schwedischen Greifswald. Dort hörte er Ludwig Gotthard Kosegarten, dem er seine ersten literarischen Proben vorlegte, und der ihn in der Folgezeit in seinen schriftstellerischen Ambitionen förderte.
Meinhold verließ die Universität Greifswald nach zwei Jahren wegen Geldmangels. Um dennoch die Prüfungen ablegen zu können, bildete er sich selbst weiter, nachdem er eine Anstellung als Hauslehrer in der Nähe von Ueckermünde gefunden hatte. 1817 legte er sein theologisches Examen ab. 1818 trat er eine Prädikantenstelle bei dem nach einem Schlaganfall gelähmten Vize-Pleban Hans Franz Gering (1758–1814) in Gützkow an.
Nachdem er noch die Schulprüfung abgelegt hatte, wurde der 23-Jährige 1820 Schulrektor der Stadtschule in Usedom.
Er heiratete Gerings Tochter Juliane. Seine Schwiegermutter war Christiane Therese Elisabeth (1762–1797), die Tochter des Rostocker Theologen Johann Jakob Quistorp (1717–1766).
Ein Glückwunschgedicht auf den Oberpräsidenten der Provinz Pommern, Johann August Sack, sowie ein Empfehlungsschreiben Jean Pauls, das er in Auszügen an Sack weitergeleitet hat, verhalfen ihm 1821 zu einer Pfarrstelle in Koserow auf Usedom. 1824 erschien sein erstes Buch, „Vermischte Gedichte“. Das 1826 veröffentlichte religiöse Epos „St. Otto, Bischof von Bamberg“ verhalf ihm durch Vermittlung von Sack zu der besser dotierten Pfarrstelle in Krummin. Hier begann er im Jahr 1838 seine unveröffentlichte Novelle „Die Pfarrerstochter von Coserow“ in eine antikisierende Sprache aus der Zeit des Dreißigjährigen Krieges umzuschreiben. Die in Ich-Form geschriebene scheinbare Chronik trägt romanartige Züge.
Mit Maria Schweidler, die Bernsteinhexe, schuf er eine neue literarische Gattung, die chronikalische Erzählung. Zunächst veröffentlichte Meinhold aus dem vorgeblichen Manuskriptfund 1841 und 1842 Auszüge in dem Periodikum Christoterpe. Preußenkönig Friedrich Wilhelm IV. wurde auf die angeblich 200 Jahre alte Quelle aufmerksam und forderte am 16. April 1842 das gesamte Manuskript an. Meinhold musste seinem König die eigene Urheberschaft einräumen. Der König selbst, der den Pfarrer seit seiner Zeit als Kronprinz persönlich kannte, veranlasste 1843 den Druck nebst täuschendem Vorwort, in dem der Autor sich als Herausgeber eines Zufallsfundes bezeichnet.
Die Bernsteinhexe wurde bereits 1844 ins Englische übertragen und mehrfach u. a. vom Direktor des Wiener Burgtheaters Heinrich Laube dramatisiert. Die Uraufführung fand im Hamburger Schauspielhaus statt. Inszenierungen u. a. in Berlin folgten. Eine englische Opern-Adaption von William Vincent Wallace wurde 1861 im Londoner Her Majesty’s Theatre uraufgeführt. Meinholds erfolgreichstes Werk erscheint bis heute in Neuauflagen. Die angebliche Chronik war allgemein zunächst für echt befunden worden und hatte viel Aufmerksamkeit erregt. Nach einem Jahr trat Meinhold an die Öffentlichkeit und bezeichnete sich selbst als den Autor. Weite Teile der Öffentlichkeit bezweifelten dies, Friedrich Hebbel wies in einer ausführlichen Abhandlung nach, dass es sich zweifellos um ein Kunstwerk aus der Fantasie eines Dichters handeln müsse.
Sein 1847 veröffentlichter Roman Sidonia von Bork, die Klosterhexe beruht im Unterschied zu der reinen Fiktion der Bernsteinhexe auf einem historischen Vorbild, nämlich dem Schicksal der pommerschen Adeligen Sidonia von Borcke (1548–1620). Die Übersetzung ins Englische besorgte Jane Frances Agnes Elgee, spätere Jane Francesca Lady Wilde und Mutter von Oscar Wilde. Dieser Roman entfaltete erheblichen Einfluss auf die Themen der Künstler- und Literatenkreise in den angelsächsischen Ländern. Die Präraffaeliten um Edward Burne-Jones, John Ruskin und Dante Gabriel Rossetti waren von diesem Aspekt der Deutschen Romantik, der Darstellung des Bösen, fasziniert. Burne-Jones malte die beschriebenen Charaktere Sidonia und Clara von Borck (heute Tate Gallery London) ganz zu Beginn seiner Laufbahn. Noch 1893 ließ William Morris „Sidonia the Sorceress“ in einer aufwändig geschmückten Ausgabe der Londoner Kelmscott Press neu herausbringen.
Wilhelm Meinhold befasste sich auch mit apologetischen Studien. 1840 verlieh ihm die theologische Fakultät Erlangen den Doktortitel für seine Schrift Weissagungen und Wunder aus seiner Apologie des Christentums. Er wechselte 1844 nach Fürsprache des Königs Friedrich Wilhelm IV. auf eine Pfarrstelle nach Rehwinkel bei Stargard. In den Jahren 1846 bis 1848 erschien eine siebenbändige Ausgabe seiner gesammelten Werke. Den revolutionären Bestrebungen in Deutschland stand er ablehnend gegenüber. In seinen späteren Schriften zeigten sich Tendenzen zur Hinwendung zum Katholizismus, die er jedoch nie vollzog. Nach längeren Streitigkeiten mit seiner Gemeinde und Behörden zog er, um sich ganz der schriftstellerischen Tätigkeit widmen zu können, 1850 nach Berlin-Charlottenburg, wo er im folgenden Jahr starb.
Er hatte drei Söhne: Georg (1821–1863) war Gutspächter in Hinterpommern. Aurel Emanuel (1829–1873) konvertierte, wurde katholischer Pfarrer, schrieb den Roman des Vaters Der getreue Ritter Sigismund Hager von und zu Altensteig zu Ende und schrieb mehrere politische Broschüren und 1870 selbst einen Roman Das Kreuz von Vineta. Wilhelm († 1857) war Gutspächter in Nikolaiken.
Wilhelm Meinholds Ehefrau Julie starb am 11. März 1859. Ein Urenkel ist Wilhelm Meinhold (Pfarrer, 1885).

## Werke
- Vermischte Gedichte (1824)
- Die Pfarrerstochter von Coserow (1826)
- St. Otto, Bischof von Bamberg, oder: die Kreuzfahrt nach Pommern (1826)
- Miniaturgemälde von Rügen und Greifswald (1830)
- Apologie des Christentums (1835)
- Gedichte (1835)
- Humoristische Reisebilder von der Insel Usedom. Löffler, Stralsund 1837. (Digitalisat)
- Maria Schweidler, die Bernsteinhexe (1843), Digitalisat und Volltext im Deutschen Textarchiv; online.
- Athanasia oder die Verklärung Friedrich Wilhelm des Dritten. Heinrichshofen, Magdeburg 1844. (Digitalisat)
- Gesammelte Schriften. J.J. Weber, Leipzig 1846–1849
  - 2. Band: Der alte deutsche Degenknopf oder Friedrich der Große als Kronprinz und sein Vater. Weber, Leipzig 1846. (Digitalisat)
  - 3. Band: Religiöse Gedichte, Weber, Leipzig 1846 (280 Seiten), online.
  - 8. Band: Der getreue Ritter Sigismund Hager von und zu Altensteig und die Reformation, 1. Teil, Leipzig 1832. (online)
  - 9. Band: Der getreue Ritter Sigismund Hager von und zu Altensteig und die Reformation, 2. Teil (aus dem Nachlass Meinholds fortgesetzt von seinem Sohn Aurel Immanuel), 2. Auflage, Regensburg 1859 (310 Seiten), online.
- Sidonia von Bork, die Klosterhexe (1847/48) (Online, Text der Erstausgabe)
- Weissagung des Abtes Hermann von Lehnin um das Jahr 1234 über die Schicksale des Brandenburgischen Regentenhauses und über die Ernennung Friedrich Wilhelms IV. zum deutschen König (Übersetzung des «Vaticinium Lehninense», Leipzig 1849, 211 Seiten), online.